# لیسی دووال
لیسی دووال (انگلیسی: Lacey Duvalle؛ زاده ۵ آوریل ۱۹۸۲) یک بازیگر پورنوگرافی اهل ایالات متحده آمریکا است.